# لینا جناری
لینا جناری (ایتالیایی: Lina Gennari؛ ۲۱ ژوئن ۱۹۲۰ – ۱۱ اکتبر ۱۹۹۷) هنرپیشه و خوانندهٔ اپرت اهل ایتالیا بود.
او بین سال‌های ۱۹۳۳ تا ۱۹۵۵ در چندین فیلم بازی کرد که مهم‌ترینش ایفای نقش زن صاحبخانهٔ طماع فیلم اومبرتو دی ساختهٔ ویتوریا د سیکا است. از فیلم‌های دیگر او می‌توان نشان ونوس و ناپل سبز و آبی را نام برد.